# Мендес, Виктор
Ви́ктор Фели́пе Ме́ндес Оба́ндо (исп. Victor Felipe Mendez Obando; род. 23 сентября 1999, Вальдивия) — чилийский футболист, центральный полузащитник клуба «Коло-Коло».

## Клубная карьера

### «Унион Эспаньола»
Воспитанник клуба «Унион Эспаньола», за который дебютировал 27 августа 2017 года в матче против «Уачипато», выйдя на замену в концовке игры. 10 февраля 2021 года в матче чилийской Примере против клуба «Депортес Ла-Серена» (1:1) Мендес забил дебютный гол за «Унион Эспаньолу».
10 марта 2021 года в первом матче против клуба «Индепендьенте дель Валье» (1:0) он дебютировал в Кубке Либертадореса. 17 марта в ответной игре против «Индепендьенте» (6:2) Виктор забил дебютный гол в Кубке Либертадореса.
1 октября 2021 года в матче чилийской Примере против клуба «Аудакс Итальяно» (2:0) он провёл свой 100-й матч за «Унион Эспаньолу».
С 2022 года начал выходить на поле с капитанской повязкой. 14 февраля 2022 года в матче против клуба «Универсидад Католика» (2:1) Мендес провёл свой 100-й матч в чемпионате Чили.

### ЦСКА (Москва)
28 июля 2022 года Мендес стал игроком российского клуба ЦСКА. Полузащитник подписал контракт с клубом на три года с возможностью продления. 13 августа он дебютировал за «армейцев», выйдя в стартовом составе в матче против «Зенита». На 46-й минуте он был заменен на Хорхе Карраскаля. По итогам сезона 2022/23 вместе с ЦСКА завоевал серебряные медали чемпионата России. 11 июня 2023 года ЦСКА выиграл Кубок России, обыграв «Краснодар» в серии пенальти со счётом 6:5 (1:1 в основное время). 
3 декабря 2023 года в матче Чемпионата России против «Ростова» он забил дебютный гол за ЦСКА. 12 апреля 2024 года Мендес продлил контракт с ЦСКА до конца сезона 2025/26.
Перед началом сезона 2024/25 сменил игровой номер с 88-го на 34-й.
29 января 2025 года пресс-служба ЦСКА сообщила об уходе Виктора Мендеса.

#### Аренда в «Крылья Советов»
12 сентября 2024 года Мендес на правах аренды с опцией выкупа перешёл в «Крылья Советов» до конца сезона 2024/25. 19 сентября в матче группового этапа Кубка России против «Спартака» (4:1) он дебютировал за самарский клуб, выйдя в стартовом составе. 24 ноября 2024 года в матче чемпионата России против «Ахмата» (2:1) Мендес отметился первым результативным действием за «Крылья Советов», отдав голевую передачу на Доминика Ороза. В январе 2025 года не явился на зимние сборы без объяснения причин, а 27 января полузащитник покинул «Крылья Советов».

### «Коло-Коло»
22 января 2025 года Мендес перешёл в чилийский «Коло-Коло», подписав контракт до конца 2027 года. 31 января 2025 года в матче группового этапа Кубка Чили против клуба «Депортес Лимаче» (2:2) он дебютировал за новую команду, выйдя на замену на 64-й минуте. 25 февраля Мендес впервые сыграл за «Коло-Коло» в чилийской Примере, выйдя на замену на 65-й минуте в матче против «О’Хиггинса» (0:1). 10 мая 2025 года в матче группового этапа Кубка Чили против «Депортес Лимаче» (4:1) полузащитник отметился первым результативным действием за «вождей», отдав голевую передачу на Лукаса Сепеду. 10 августа в матче Примеры против «Эвертона» (1:1) Мендес забил дебютный гол за «Коло-Коло».

## Карьера в сборной
В 2018—2019 годах вызывался в молодёжную сборную Чили, в составе которой провёл пять матчей.
9 декабря 2021 года в товарищеском матче против сборной Мексики дебютировал в составе основной сборной Чили, отметившись голевой передачей.

## Достижения
ЦСКА (Москва)
- Обладатель Кубка России: 2022/23
- Серебряный призёр чемпионата России: 2022/23

Чили (до 20 лет)
- чемпион Южноамериканских игр[англ.]: 2018[англ.]

## Статистика
| Выступление      | Выступление      | Выступление      | Лига | Лига | Кубки | Кубки | Конт. | Конт. | Другие | Другие | Итого | Итого |
| Клуб             | Лига             | Сезон            | Игры | Голы | Игры  | Голы  | Игры  | Голы  | Игры   | Голы   | Игры  | Голы  |
| ---------------- | ---------------- | ---------------- | ---- | ---- | ----- | ----- | ----- | ----- | ------ | ------ | ----- | ----- |
| Унион Эспаньола  | Примера          | 2017             | 3    | 0    | —     | —     | —     | —     | —      | —      | 3     | 0     |
| Унион Эспаньола  | Примера          | 2018             | 19   | 0    | —     | —     | 0     | 0     | —      | —      | 19    | 0     |
| Унион Эспаньола  | Примера          | 2019             | 18   | 0    | —     | —     | 3     | 0     | —      | —      | 21    | 0     |
| Унион Эспаньола  | Примера          | 2020             | 32   | 1    | —     | —     | —     | —     | —      | —      | 32    | 1     |
| Унион Эспаньола  | Примера          | 2021             | 29   | 1    | 6     | 0     | 2     | 1     | —      | —      | 37    | 2     |
| Унион Эспаньола  | Примера          | 2022             | 15   | 1    | —     | —     | 1     | 0     | —      | —      | 16    | 1     |
| Унион Эспаньола  | Итого            | Итого            | 116  | 3    | 6     | 0     | 6     | 1     | —      | —      | 128   | 4     |
| ЦСКА (Москва)    | Премьер-лига     | 2022/23          | 26   | 0    | 12    | 0     | —     | —     | —      | —      | 38    | 0     |
| ЦСКА (Москва)    | Премьер-лига     | 2023/24          | 24   | 1    | 8     | 0     | —     | —     | 1      | 0      | 33    | 1     |
| ЦСКА (Москва)    | Итого            | Итого            | 50   | 1    | 20    | 0     | —     | —     | 1      | 0      | 71    | 1     |
| → Крылья Советов | Премьер-лига     | 2024/25          | 10   | 0    | 3     | 0     | —     | —     | —      | —      | 13    | 0     |
| → Крылья Советов | Итого            | Итого            | 10   | 0    | 3     | 0     | —     | —     | —      | —      | 13    | 0     |
| Коло-Коло        | Примера          | 2025             | 13   | 1    | 6     | 0     | 3     | 0     | —      | —      | 22    | 1     |
| Коло-Коло        | Итого            | Итого            | 13   | 1    | 6     | 0     | 3     | 0     | —      | —      | 22    | 1     |
| Всего за карьеру | Всего за карьеру | Всего за карьеру | 189  | 5    | 35    | 0     | 9     | 1     | 1      | 0      | 234   | 6     |

1. ↑  Кубок Чили, Кубок России.
2. ↑  Южноамериканский кубок, Кубок Либертадорес.
3. ↑  Суперкубок России.